# Kenneth Daniel Blackfan
Kenneth Daniel Blackfan, född 9 september 1883, död 1941, var en amerikansk barnläkare.
Blackfan studerade medicin vid Albany Medical School (Union University, New York), där han tog sin examen 1905. Därefter praktiserade han som allmänläkare tillsammans med sin far i fyra år. 1909 återvände han till skolan sökandes akademisk utmaning och inspirerad av Richard Mills Pearce for han till Founding Hospital i Philadelphia för en karriär som barnläkare. 1913 Sökte han sig till Johns Hopkins Hospital för att få avancerad utbildning i pediatrik och mellan 1918 och 1920 var han docent där. Från 1920 till 1923 var han professor i pediatrik i Cincinnati och från 1923 fram till sin död professor i samma ämne vid Harvard University.
Blackfans största forskningsintresse vad näring och hematologi. Han var en av de första att visa att uttorkning var det största problemet vid diarré hos spädbarn. Tillsammans med sin yngre kollega Louis Klein Diamond skrev han Atlas of the Blood in Childhood. 1938 beskrev de också sjukdomen som fått namnet Diamond-Blackfans syndrom